# Эллиптическая система координат
Эллиптические координаты — двумерная ортогональная система координат, в которой координатными линиями являются конфокальные эллипсы и гиперболы. За два фокуса {\displaystyle F_{1}} и {\displaystyle F_{2}} обычно берутся точки {\displaystyle -c} и {\displaystyle +c} на оси {\displaystyle X} декартовой системы координат.

## Основное определение
Эллиптические координаты {\displaystyle (\mu ,\;\nu )} обычно определяются по правилу:
{\displaystyle \left\{{\begin{matrix}x=c\,\mathrm {ch} \,\mu \cos \nu \\y=c\,\mathrm {sh} \,\mu \sin \nu \end{matrix}}\right.}
где {\displaystyle \mu \geqslant 0}, {\displaystyle \nu \in [0,\;2\pi )}.
Таким образом определяется семейство конфокальных эллипсов и гипербол. Тригонометрическое тождество
{\displaystyle {\frac {x^{2}}{c^{2}\,\mathrm {ch} ^{2}\,\mu }}+{\frac {y^{2}}{c^{2}\,\mathrm {sh} ^{2}\,\mu }}=\cos ^{2}\nu +\sin ^{2}\nu =1}
показывает, что линии уровня {\displaystyle \mu } являются эллипсами, а тождество из гиперболической геометрии
{\displaystyle {\frac {x^{2}}{c^{2}\cos ^{2}\nu }}-{\frac {y^{2}}{c^{2}\sin ^{2}\nu }}=\mathrm {ch} ^{2}\,\mu -\mathrm {sh} ^{2}\,\mu =1}
показывает, что линии уровня {\displaystyle \nu } являются гиперболами.

### Коэффициенты Ламэ
Коэффициенты Ламэ для эллиптических координат {\displaystyle (\mu ,\;\nu )} равны
{\displaystyle H_{\mu }=H_{\nu }=c{\sqrt {(\mathrm {ch} \,\mu \,\sin \,\nu )^{2}+(\mathrm {sh} \,\mu \,\cos \,\nu )^{2}}}=c{\sqrt {\mathrm {sh} ^{2}\,\mu +\sin ^{2}\nu }}.}
Тождества для двойного угла позволяют привести их к виду
{\displaystyle H_{\mu }=H_{\nu }=c{\sqrt {{\frac {1}{2}}(\mathrm {ch} \,2\mu -\cos 2\nu }}).}
Элемент площади равен:
{\displaystyle dS=c^{2}(\mathrm {sh} ^{2}\,\mu +\sin ^{2}\nu )\,d\mu \,d\nu ,}
а лапласиан равен
{\displaystyle \nabla ^{2}\Phi ={\frac {1}{c^{2}(\mathrm {sh} ^{2}\,\mu +\sin ^{2}\nu )}}\left({\frac {\partial ^{2}\Phi }{\partial \mu ^{2}}}+{\frac {\partial ^{2}\Phi }{\partial \nu ^{2}}}\right).}
Прочие дифференциальные операторы могут быть получены подстановкой коэффициентов Ламэ в общие формулы для ортогональных координат.
Например, градиент скалярного поля {\displaystyle \Phi (\mu ,\;\nu )} записывается:
{\displaystyle \mathrm {grad} \,\Phi ={\frac {1}{H_{\mu }}}{\frac {\partial \Phi }{\partial \mu }}\mathbf {e} _{\mu }+{\frac {1}{H_{\nu }}}{\frac {\partial \Phi }{\partial \nu }}\mathbf {e} _{\nu },}
где
{\displaystyle \mathbf {e} _{\mu }=c(\mathrm {sh} \,\mu \cos \nu ,\,\mathrm {ch} \,\mu \sin \nu )},
{\displaystyle \mathbf {e} _{\nu }=c(-\mathrm {ch} \,\mu \sin \nu ,\,\mathrm {sh} \,\mu \cos \nu )}.

## Другое определение
Иногда используется другое более геометрически интуитивное определение эллиптических координат {\displaystyle (\sigma ,\;\tau )}:
{\displaystyle \left\{{\begin{matrix}\sigma =\mathrm {ch} \,\mu \\\tau =\cos \nu \end{matrix}}\right.}
Таким образом, линии уровня {\displaystyle \sigma } являются эллипсами, а линии уровня {\displaystyle \tau } являются гиперболами. При этом
{\displaystyle \tau \in [-1,\;1],\quad \sigma \geqslant 1.}
Координаты {\displaystyle (\sigma ,\;\tau )} имеют простую связь с расстояниями до фокусов {\displaystyle F_{1}} и {\displaystyle F_{2}}. Для любой точки на плоскости
{\displaystyle \left\{{\begin{matrix}d_{1}+d_{2}=2c\sigma \\d_{1}-d_{2}=2c\tau \end{matrix}}\right.}
где {\displaystyle d_{1},\;d_{2}} — расстояния до фокусов {\displaystyle F_{1},\;F_{2}} соответственно.
Таким образом:
{\displaystyle \left\{{\begin{matrix}d_{1}=c(\sigma +\tau )\\d_{2}=c(\sigma -\tau )\end{matrix}}\right.}
Напомним, что {\displaystyle F_{1}} и {\displaystyle F_{2}} находятся в точках {\displaystyle x=-c} и {\displaystyle x=+c} соответственно.
Недостатком этой системы координат является то, что она не отображается взаимно однозначно на декартовы координаты:
{\displaystyle \left\{{\begin{matrix}x=c\sigma \tau \\y^{2}=c^{2}(\sigma ^{2}-1)(1-\tau ^{2})\end{matrix}}\right.}

### Коэффициенты Ламэ
Коэффициенты Ламэ для альтернативных эллиптических координат {\displaystyle (\sigma ,\;\tau )} равны:
{\displaystyle h_{\sigma }=c{\sqrt {\frac {\sigma ^{2}-\tau ^{2}}{\sigma ^{2}-1}}};}
{\displaystyle h_{\tau }=c{\sqrt {\frac {\sigma ^{2}-\tau ^{2}}{1-\tau ^{2}}}}.}
Элемент площади равен
{\displaystyle dA=c^{2}{\frac {\sigma ^{2}-\tau ^{2}}{\sqrt {(\sigma ^{2}-1)(1-\tau ^{2})}}}\,d\sigma \,d\tau ,}
а лапласиан равен
{\displaystyle \nabla ^{2}\Phi ={\frac {1}{c^{2}(\sigma ^{2}-\tau ^{2})}}\left[{\sqrt {\sigma ^{2}-1}}{\frac {\partial }{\partial \sigma }}\left({\sqrt {\sigma ^{2}-1}}{\frac {\partial \Phi }{\partial \sigma }}\right)+{\sqrt {1-\tau ^{2}}}{\frac {\partial }{\partial \tau }}\left({\sqrt {1-\tau ^{2}}}{\frac {\partial \Phi }{\partial \tau }}\right)\right].}
Прочие дифференциальные операторы могут быть получены подстановкой коэффициентов Ламэ в общие формулы для ортогональных координат.